# ذره‌ای از حقیقت
ذره‌ای از حقیقت (لهستانی: Ziarno prawdy) یک فیلم درام مُهیج لهستانی به کارگردانی بوریس لانکوش است که در ژانویه ۲۰۱۵ منتشر شد.

## گزیدهٔ بازیگران
- روبرت وینتسکیویچ
- یژی ترلا
- ماگدالنا والاخ
- الکساندرا هامکاوو
- یوآنا سیدور
- کشیشتف پیه‌چینسکی
- آندژی ژیلینسکی
- زوهار اشتراوس
- مودست روچینسکی
- ایوونا بیلسکا
- یاتسک پونیه‌جاویک
- آندژی کونوپکا
- پیوتر گوئوواتسکی
- یاتسک کومان
- آرکادیوش یاکوبیک
- لخ دیبلیک
- یواخیم لامژا
- ماریا مامونا
- آنا بوروویتس
- اولنا لئوننکو
- دانوتا بورسوک
- آندژی دِسکور
- ماگدالنا چروینسکا